# 박명철 (1941년)
박명철(朴明哲, 1941년 9월 15일 - )은 조선민주주의인민공화국의 정치인이다. 내각 체육상 겸 조선로동당 중앙위원회 정치국 위원이다. 최고인민회의 제12기 대의원이다. 조선올림픽위원회 위원장이다.

## 경력
역도 선수 출신이다. 1976년 3월 국가체육위원회 부위원장을 거쳐 1986년 4월 국가체육위원회 제1부위원장에 임명되었다. 1991년 5월 조선축구협회 부위원장이 되었으며, 1992년 12 당 중앙위 후보위원에 선출되었다.
1992년 12월 국가체육위원장, 1993년 4월 조선올림픽위원회 위원장, 1993년 10월 동아시아 경기협회 위원장에 각각 임명되었다. 1998년 9월 체육상을 거쳐 1999년 11월 내각 체육지도위원장에 올랐다. 2004년 3월 조선올림픽위원회 위원장과 내각 체육지도위원장직에서 물러났다.
2009년 2월 국방위원회 참사로 재기용된 이후, 2010년 6월이후 체육상을 다시 맡고 있다. 2010년 9월, 조선로동당 중앙위원회 위원에 선임되었다. 또한 2010년 11월 조선올림픽위원회 위원장을 맡고 있다.

## 최고인민회의 대의원
1990년 최고인민회의 제9기 대의원으로 선출된 이래, 1998년 제10기와 2003년 제11기 대의원을 지냈다. 2010년 6월 보궐선거를 통해 제12기 대의원으로 선출되었다.

## 기타
1994년 김일성, 1995년 오진우, 2010년 조명록, 2011년 김정일 사망 당시에 국가장의위원회 위원을 맡았다.

## 가족
- 장인 역도산
- 부인 김영숙
- 차녀 박혜정
- 여동생 박명선